# Shakori

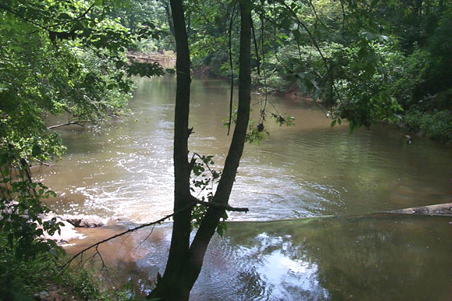
Els shakori i els enos vivien al llarg dels marges del riu al veïnatge de l'actual Hillsborough (Carolina del Nord)

Els shakori eren una de les tribus dels Boscos del Sud-est. Es pensa que parlaven una de les llengües siouan i eren aliats estrets d'altres tribus properes, com els eno i sissipahaw. El seu nom també es registra com Shaccoree i es pot confondre amb Sugaree. La seva primera menció en la història és de Yardley en 1654 que ofereix una guia de registres tuscarores dels Cacores de Haynoke que, encara que més petits en estatura i nombre, van ser capaços d'evitar els tuscarores. Els seus pobles es troben al voltant de l'actual Hillsborough (Carolina del Nord) al llarg de les ribes del riu Eno i riu Shocco.

## Cultura
Encara que se sap poc dels shakori, se sap que en el moment del contacte, eren poc diferents de les tribus circumdants. Els wigwam i altres estructures eren fetes d'arbres joves entrellaçats i pals que estaven cobertes de fang en lloc de l'escorça típica utilitzada per altres tribus, i eren de fet molt semblants als habitatges tradicionals dels quapaws d'Arkansas. Al centre del poble els homes jugaven sovint a un joc llançant pedres, probablement similar al chunkey jugat per les tribus més al sud i l'oest.

## Idioma
El shakori eren associats amb altres tribus sioux, com els sissipahaw i eno, i es creu que tots ells parlaven la mateixa llengua sioux; però, es va debatre si els shakori, eno, i sissipahaw eren tribus diferents o bandes de la mateixa tribu. Aquesta distinció era discutible com les tribus es van fusionar entre si. Encara que fusionats en les restes d'altres tribus, el dialecte va sobreviure fins a 1743 pels eno que van resistir l'assimilació als catawba.

## Història
Encara que els seus orígens són incerts, s'assumeix que com moltes de les tribus de la zona, els shakori es va unir contra els colons anglesos a la Guerra Yamasee. És probable que per llavors ja estaven confederats o fusionats amb restes d'altres tribus. Hom pot trobar descendents dels shakori entre els catawbes i els saponi, però la pròpia tribu shakori actualment és extingida.